# سيباستيان ديكود
سيباستيان ديكود (بالإسبانية: Sebastián Decoud)‏ مواليد 18 سبتمبر 1981 في الأرجنتين، هو لاعب كرة مضرب أرجنتيني يلعب باليد اليسرى بدأ مسيرته كمحترف عام 2000 ويحتل حالياً المرتبة رقم. 442 (12 نوفمبر 2012) في تصنيف رابطة محترفي كرة المضرب.

## روابط خارجية
- سيباستيان ديكود على موقع رابطة محترفي التنس (الإنجليزية)
- سيباستيان ديكود على موقع الاتحاد الدولي لكرة المضرب (الإنجليزية)
- سيباستيان ديكود على موقع خلاصة التنس.كوم (الإنجليزية)